# Dirphya pascoei
Dirphya pascoei là một loài bọ cánh cứng trong họ Cerambycidae.